# Pelope (figlio di Pelope)
Pelope (in greco antico: Πέλοψ?, Pélops; fl. III secolo a.C.) è stato un militare e funzionario egizio, attivo sotto i regni di Tolomeo IV Filopatore e Tolomeo V Epifane e figlio dell'omonimo Pelope, militare sotto Tolomeo II Filadelfo.

## Biografia
Pelope fu nominato governatore militare (στρατηγός, strategós) di Cipro nel 217 a.C. e mantenne la carica fino al 203 a.C., quando fu sostituito da Policrate di Argo. Quello stesso anno, infatti, fu mandato come ambasciatore presso Antioco III dal ministro Agatocle, che voleva allontanare dal regno gli uomini più influenti. Quando Antioco, sfruttando la situazione critica interna al governo di Alessandria, decise di attaccare i territori tolemaici in Celesiria, Pelope si oppose fermamente a questi atti ricordando il trattato fatto con Tolomeo IV subito dopo la sconfitta dell'impero seleucide a Rafah.
Pelope sposò una donna di nome Myrsine ed ebbe un figlio di nome Tolomeo.